# Johann August Rienäcker

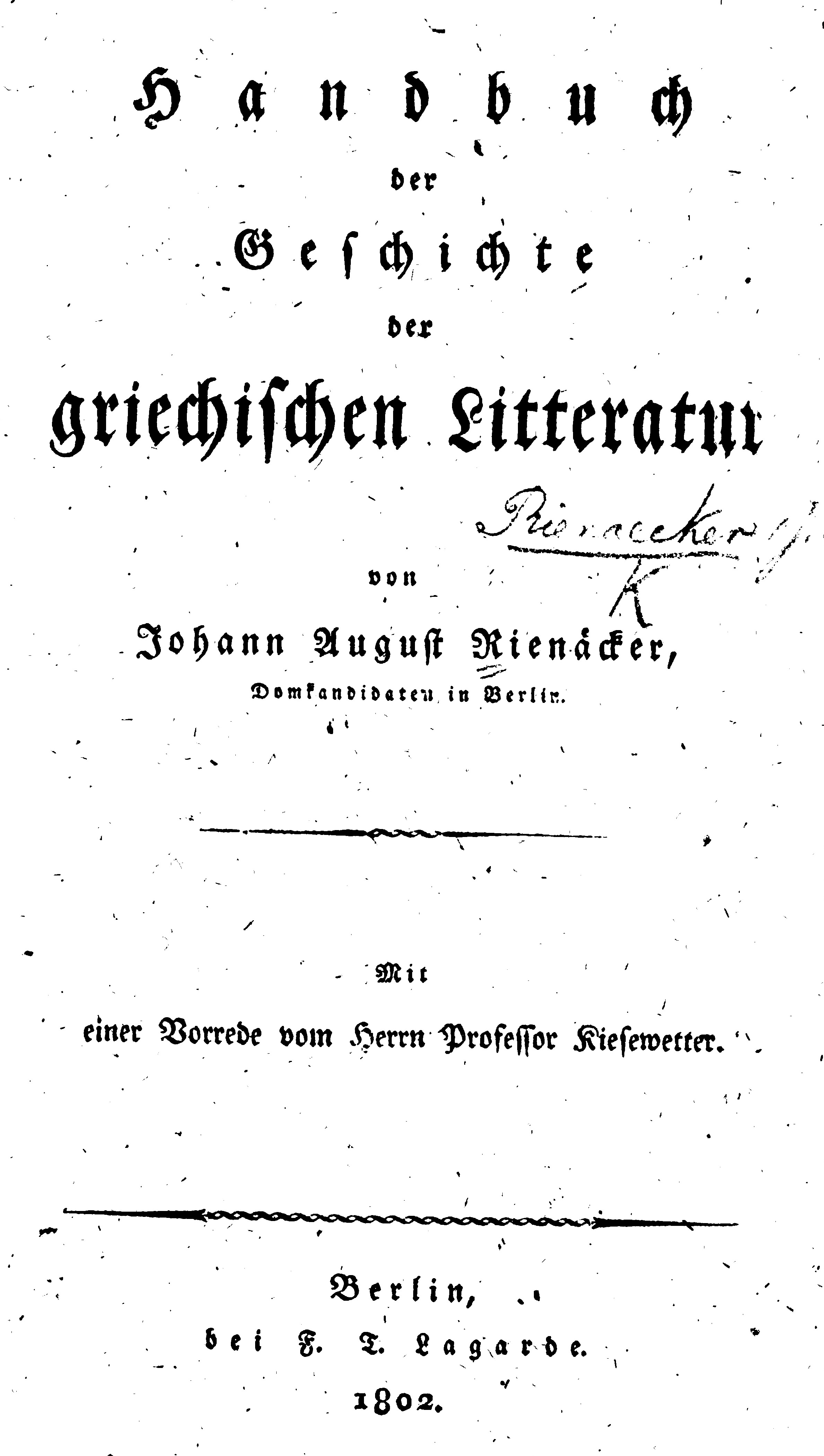
Johann August Rienäcker: Handbuch der Geschichte der griechischen Litteratur. Berlin 1802

Johann August Rienäcker (* 7. November 1779 in Güntersberge; † 26. September 1859 in Halle an der Saale) war ein deutscher evangelisch-reformierter Theologe und Autor.

## Leben
Rienäcker studierte in Berlin und Halle, wurde Lehrer in Bernburg und anschließend Kandidat des Predigtamtes in Berlin. 1807 kam er als dritter Prediger an den Halleschen Dom. 1809 rückte er auf die zweite, 1837 auf die erste Stelle. Im folgenden Jahr wurde er Superintendent. Die Universität Halle verlieh ihm 1830 den philosophischen, 1834 den theologischen Ehrendoktortitel. 1849, zum 50-jährigen Ordinationsjubiläum, erhielt er den Roten Adlerorden und den Hausorden Albrechts des Bären. 1850 legte er sein Superintendentenamt nieder, 1855 wurde er emeritiert. 
Eine Anzahl Predigten von ihm erschien im Druck. Er veröffentlichte Aufsätze über Georg Witzel, den Heidelberger Katechismus, über Friedrich Schleiermacher und Lessing, über den Dekalog und die Lehre vom Teufel. Sein besonderes Interesse an Griechenland und dem Nahen Osten spiegelt sich in mehreren Einzelpublikationen. 
Seit seiner Ausbildungszeit in Berlin gehörte Rienäcker zu den Bekannten Schleiermachers und stand mit ihm im Briefwechsel. Er war mit einer geborenen Rudolph verheiratet; das Paar hatte vier Kinder. Er war Mitglied der Hallenser Freimaurerloge Zu den drei Degen.